# McCool (Mississippi)
Pour les articles homonymes, voir McCool.
La ville américaine de McCool est située dans le comté d'Attala, dans l’État du Mississippi. Lors du recensement de 2010, sa population s’élevait à 135 habitants.

## Source
- (en) Cet article est partiellement ou en totalité issu de l’article de Wikipédia en anglais intitulé « McCool, Mississippi » (voir la liste des auteurs).

1. ↑  « Population and Housing Unit Estimates », United States Census Bureau, 24 mai 2020 (consulté le 27 mai 2020)
2. ↑  « Census of Population and Housing », Census.gov (consulté le 4 juin 2015)